# Amata decadica
Amata decadica är en fjärilsart som beskrevs av Hermann Stauder 1921. Amata decadica ingår i släktet Amata och familjen björnspinnare. Inga underarter finns listade i Catalogue of Life.